# Schwenowseegraben
Der Schwenowseegraben ist ein knapp acht Kilometer langes Fließ im Brandenburger Landkreis Oder-Spree. Er entspringt bei Behrensdorf und fließt auf der Beeskower Platte in einer postglazialen Rinne nach Süden in den Drobschsee, der über den Blabbergraben in die Krumme Spree entwässert.
Zum Teil begradigt und bei Straßenunterführungen verrohrt, liegt der Graben in den 2010er Jahren weitgehend trocken und ist im Landschaftsbild streckenweise kaum noch zu erkennen. Ein längerer wasserführender Teil befindet sich im Bereich des geschützten Reichardtsluchs, das der Graben durchfließt. Seinen ökologischen Zustand stuft die Flussgebietsgemeinschaft Elbe als „unbefriedigend“ ein. Im Rahmen des „Gewässerentwicklungskonzepts (GEK) Krumme Spree“ soll der Bach nach der EU-Wasserrahmenrichtlinie (WRRL) möglichst naturnah zurückgebaut und seine Durchgängigkeit wiederhergestellt werden.

## Lage und Naturraum
Der Schwenowseegraben liegt im südwestlichen Teil der Beeskower Platte, die als Nr. 824 in den Naturräumlichen Haupteinheiten Deutschlands in der Haupteinheitengruppe Nr. 82 Ostbrandenburgisches Heide- und Seengebiet geführt wird. Bei dem flachwelligen Plateau handelt es sich überwiegend um eine saaleeiszeitliche Grundmoräne, deren heutige Oberflächengestalt sich durch die erneute Vergletscherung in der letzten Eiszeit herausgebildet hat. Der Schwenowseegraben verläuft zwischen dem Südteil der Scharmützelsee-Glubigseen-Rinne, die die Beeskower Platte nach Westen begrenzt, und dem Blabbergraben im Osten. Sein Quellbereich liegt in etwa zwischen dem Großen Glubigsee im Westen und dem Lindenberger See im Osten.

## Verlauf

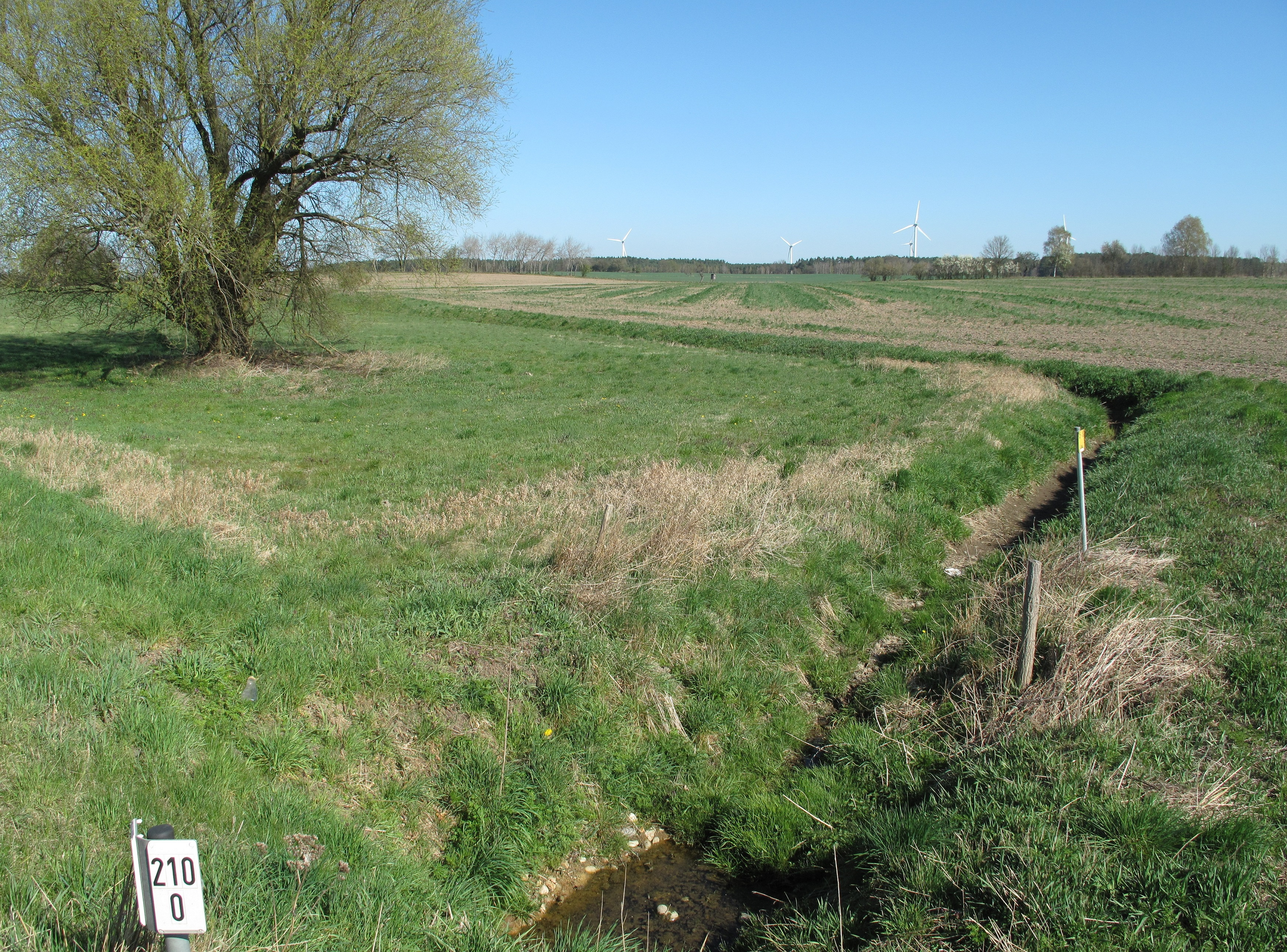
Quellbereich bei Behrensdorf

Der Quellbereich des Schwenowseegrabens liegt in einer offenen, von Ackerbau geprägten Kulturlandschaft östlich von Behrensdorf, einem Ortsteil der Gemeinde Rietz-Neuendorf. Kurz nach seinem Beginn unterquert er in einer Rohrdurchführung die Landesstraße 422, die Behrensdorf mit dem Gemeindenachbar Ahrensdorf verbindet. An der Straße tritt er in den Naturpark Dahme-Heideseen ein, in dem er im gesamten weiteren Verlauf verbleibt. Auf seinem Weg nach Süden erreicht er, nunmehr auf der westlichen Gemarkung von Ahrensdorf, ein kleines Waldgebiet, in dem er nach Westen schwenkt und in dem sich seine Spur nach Darstellung des Brandenburg-Viewers der Landesvermessung und Geobasisinformation Brandenburg vorübergehend verliert. Nach rund einhundert Metern wird der Graben wieder sichtbar, wendet sich wieder nach Süden und bildet zwischen Offenland und einzelnen Waldrändern die Grenze zwischen Ahrensdorf und dem Ortsteil Limsdorf der Stadt Storkow. Kurz vor der Landesstraße 42, die Limsdorf und Ahrensdorf verbindet und die er wiederum verrohrt unterquert, erreicht er in Limsdorf das FFH- und Natura 2000 Gebiet Schwenower Forst Ergänzung.

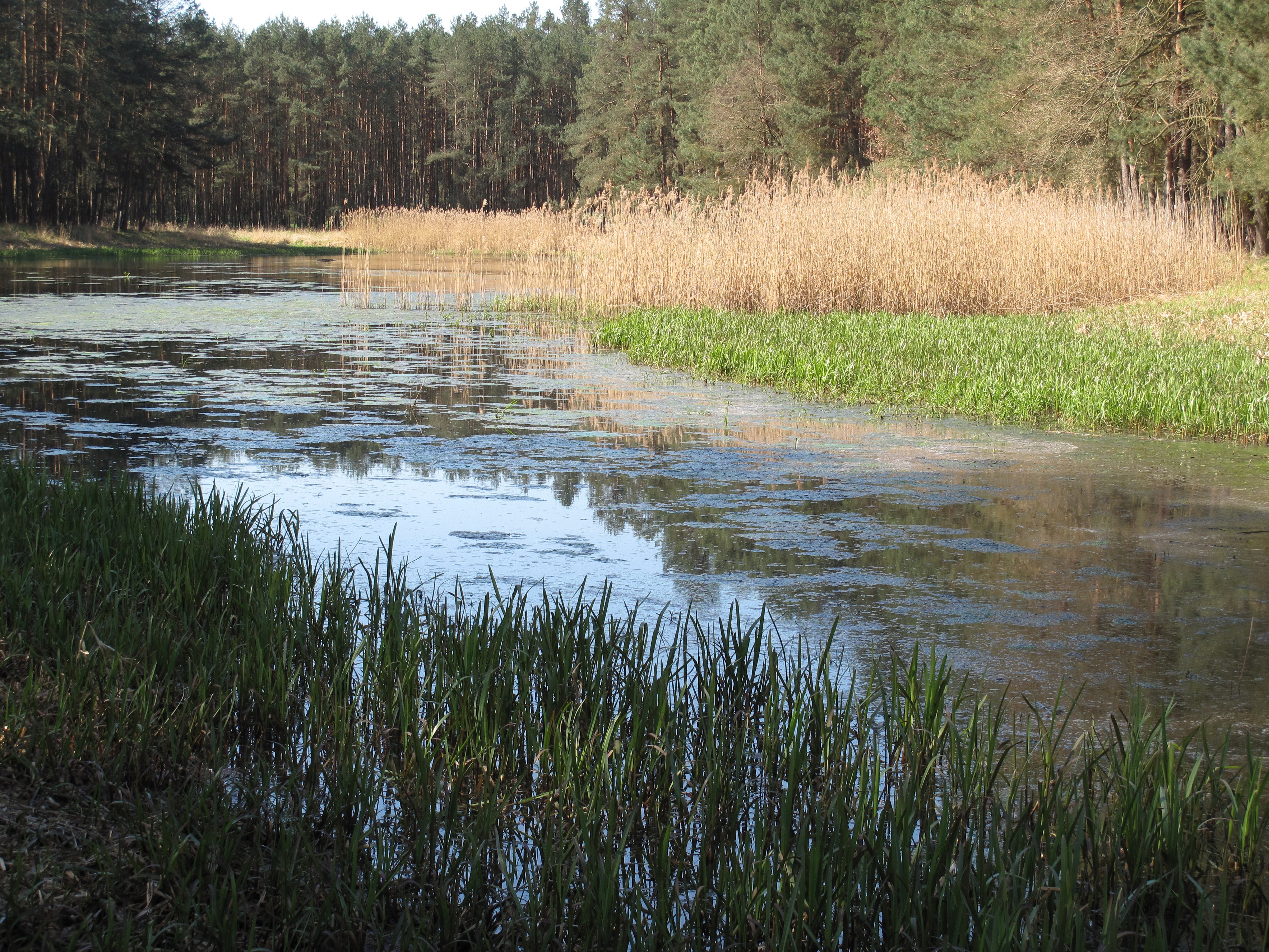
Reichardtsluch

Das Gebiet wurde in den 2010er Jahren aufgrund seiner repräsentativen regionalen Schwerpunktvorkommen der nach Anhang II der FFH-Richtlinie „streng zu schützenden“ Arten Kammmolch (Triturus cristatus) und Rotbauchunke (Bombina bombina) unter Schutz gestellt. Es umfasst auf 29 Hektar die gehölzreichen lehmig-sandigen Landlebensräume und Winterquartiere der Amphibien um das zwei Hektar große Reichardtsluch. Das Luch besteht aus zwei kleinen Flachseen mit starker jahreszeitlicher Wasserstandsdynamik, die vom Schwenowseegraben von Norden nach Süden durchflossen werden. Nach dem Austritt aus den Luchseen fließt der Bach in einem ausgedehnten Waldgebiet nach Südosten und gelangt auf die Gemarkung von Schwenow, einem Gemeindeteil Storkows, der als Wohnplatz zu Limsdorf gehört. Etwa auf Höhe der östlich liegenden Blabberschäferei ändert sich die Fließrichtung nach Süden beziehungsweise leicht Südwesten. Nördlich von Schwenow erreicht er das 746 Hektar umfassende FFH- und Naturschutzgebiet Schwenower Forst. Vorbei am Dorf Schwenow, das er westlich liegenlässt, mündet der Schwenowseegraben in die Nordspitze des namengebenden Schwenowsees. Er verlässt den See am unteren Ostufer Richtungs Osten und mündet nach seinem letzten rund 280 Meter langen Abschnitt, nunmehr auf der Gemarkung des Taucher Ortsteils Görsdorf, in die Südbucht des Drobschsees, die unter dem Namen Drobschseerinne als Naturentwicklungsgebiet (früher: Totalreservat) unter besonderen Schutz gestellt und innerhalb des Naturschutzgebiets Schwenower Forst als Zone 1 gekennzeichnet ist.

## Ökologie

### Anthropogene Belastungen und ökologischer Zustand

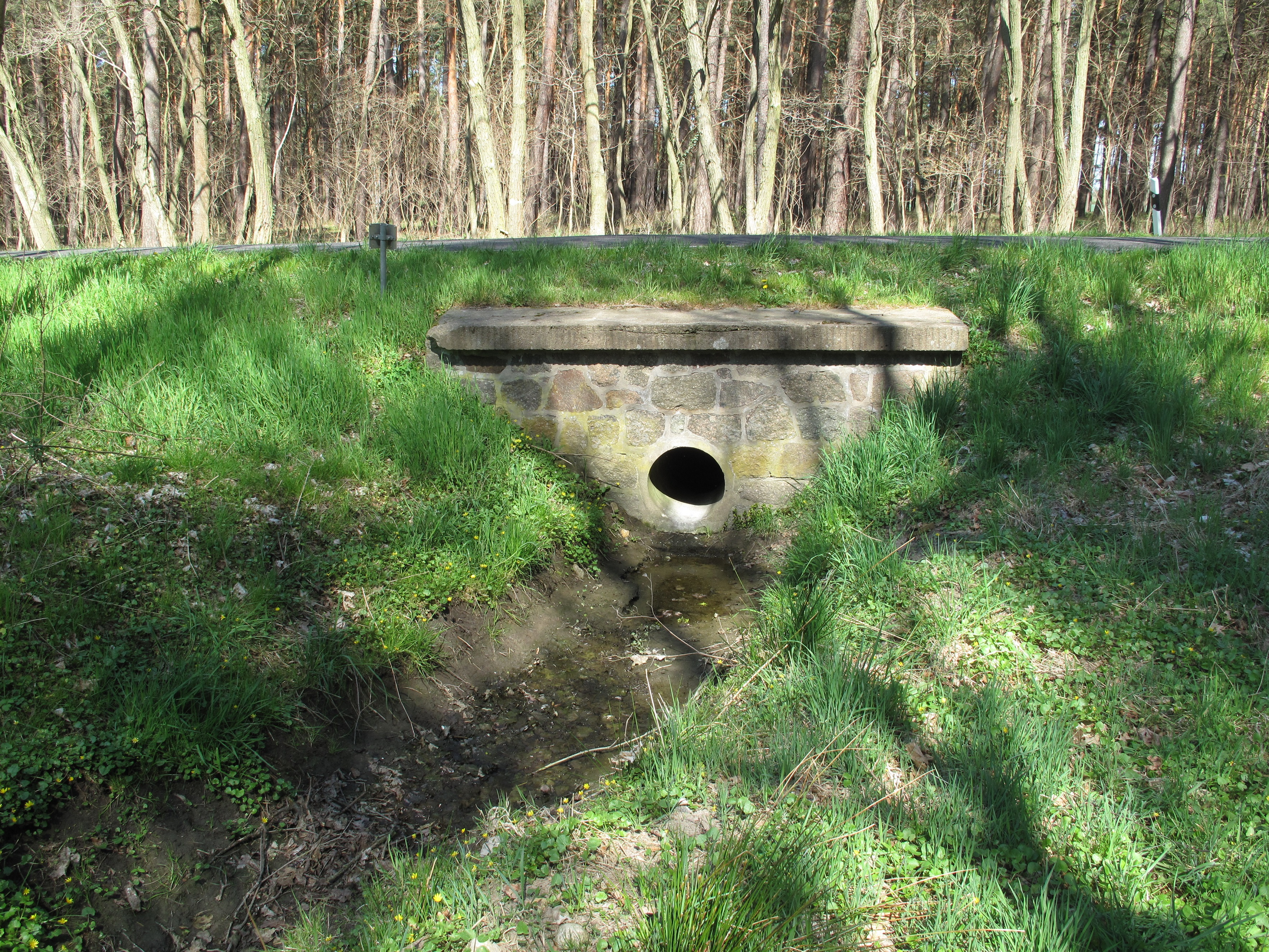
Rohrdurchführung unter der Landesstraße 42 am Reichardtsluch

Signifikante anthropogene Belastungsquellen für den Schwenowseegraben bestehen nach Angabe der Flussgebietsgemeinschaft Elbe (FGG Elbe) in landwirtschaftlichen Aktivitäten (durch Versickerung, Erosion, Ableitung, Drainagen, Änderung in der Bewirtschaftung oder Aufforstung), Auswaschungen von Materialien und Bauwerken in Bereichen ohne Kanalisation, Regenwasserentlastungen sowie weiteren – nicht näher spezifizierten – „diffusen Quellen“. Den ökologischen Zustand beziehungsweise das ökologische Potenzial des Gewässers bewertet die FGG als „unbefriedigend“ („4“ auf fünfstufiger Skala). Der chemische Zustand nach der Oberflächengewässerverordnung (OGewV) wurde nicht klassifiziert. Die Bestimmungssicherheit der ökologischen Bewertung gibt die FGG mit „mittel“ an, das heißt, die „Bewertungsergebnisse liegen noch nicht für alle mit WRRL-konformen und durch die LAWA anerkannten Verfahren zu den relevanten Qualitätskomponenten vor.“ Die Auswirkung der Belastung auf den Wasserkörper sieht die FGG in der Nährstoffanreicherung (Eutrophierung), der Schadstoffbelastung und in der Habitatveränderung aufgrund von hydromorphologischen Veränderungen.
Für den Schwenowseegraben – wie für weitere Gewässer in ihrem Zuständigkeitsbereich – nimmt die FGG im „Entwurf der Aktualisierung des Bewirtschaftungsplans […]“ aus dem Jahr 2014 die Ausnahmeregelung für Fristverlängerung nach Art. 4 Abs. 4 WRRL oder weniger strenge Umweltziele nach Art. 4 Abs. 5 WRRL in Anspruch. Den Antrag begründet die FGG für den Schwenowseegraben mit der „zwingenden technischen Abfolge von Maßnahmen“ und mit der „zeitlichen Wirkung schon eingeleiteter beziehungsweise geplanter Maßnahmen“. Die vollständige Umsetzung der WRRL-Zielvorgaben durch den Abbau der Belastungen des Bachs will die Gebietsgemeinschaft, die von zehn deutschen Ländern gegründet wurde, bei Fristverlängerung spätestens im Jahr 2027 abschließen.

### Teil des Gewässerentwicklungskonzepts Krumme Spree

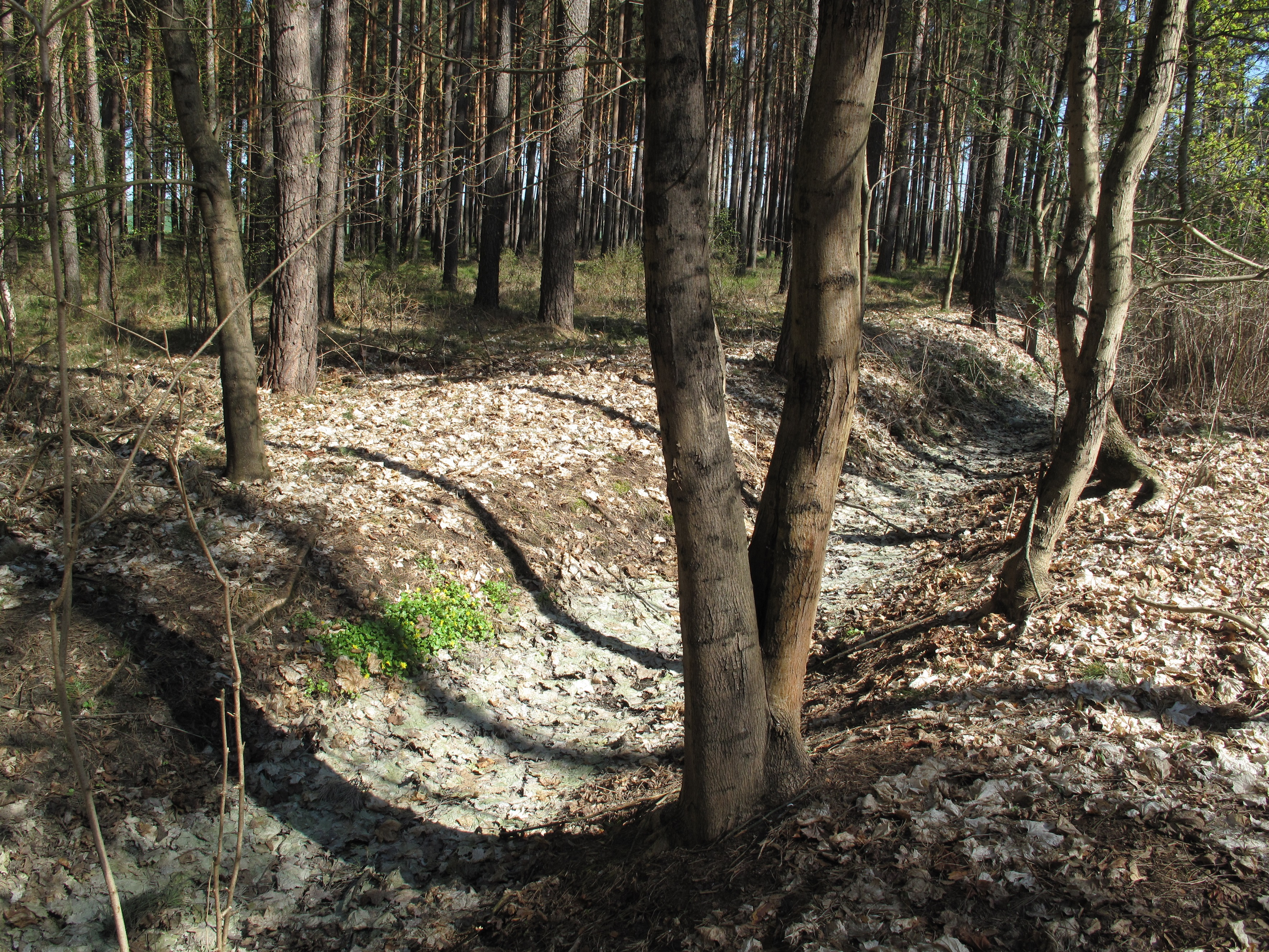
Trocken liegender Abschnitt nördlich des Luchs

Einen wesentlichen Bestandteil, den ökologischen Zustand des Bachs zu verbessern, bildet das „Gewässerentwicklungskonzept (GEK) Krumme Spree“. Es umfasst auf einer Fläche von 26.924 Hektar ein 99,5 Kilometer langes Gewässernetz, das aus der Krummen Spree, drei Seen (Groß Leuthener See, Kossenblatter See, Neuendorfer See) sowie sieben der Spree zufließenden Gräben und Bächen besteht, darunter der Schwenowseegraben. Das Konzept zur naturnahen Entwicklung von Fließgewässern sieht im Rahmen der WRRL vor, dass die Gewässer „wieder sauberer, naturnäher und artenreicher werden. […] Im Mittelpunkt der Planung stehen Maßnahmen zur Verbesserung der Gewässerstrukturen und der ökologischen Durchgängigkeit.“ Als entscheidendes Kriterium bei der Beurteilung der Gewässer betont das Konzept ihre ökologische Qualität. Das limnologische Konzept wird im Auftrag des Landesumweltamts Brandenburg von privaten Planungsbüros erarbeitet und vom Cottbusser Referat RS5 – Wasserbewirtschaftung, Hydrologie, Hochwasserschutz – begleitet und koordiniert. An der Erarbeitung ist zudem eine projektbegleitende Arbeitsgruppe (PAG) aus Ämtern, Gemeinden und Verbänden beteiligt.